# Terlton
Terlton is een plaats (town) in de Amerikaanse staat Oklahoma, en valt bestuurlijk gezien onder Pawnee County.

## Demografie
Bij de volkstelling in 2000 werd het aantal inwoners vastgesteld op 85.
In 2006 is het aantal inwoners door het United States Census Bureau geschat op 86, een stijging van 1 (1,2%).

## Geografie
Volgens het United States Census Bureau beslaat de plaats een oppervlakte van
0,6 km², geheel bestaande uit land. Terlton ligt op ongeveer 240 m boven zeeniveau.

## Plaatsen in de nabije omgeving
De onderstaande figuur toont nabijgelegen plaatsen in een straal van 16 km rond Terlton.